# Cambridge, Massachusetts
Cambridge, Massachusetts, thành phố ở Hạt Middlesex, Đông Bắc bang Massachusetts, bên dòng sông Charles, đối diện với Boston. Cambridge là một phần của Đại đô thị Boston. Dân số năm 2001: 101.354. Cambridge là một trung tâm giáo dục và nghiên cứu nổi tiếng, đây là nơi có Viện Đại học Harvard (1636) danh tiếng, cơ sở giáo dục đại học đầu tiên ở Bắc Mỹ, đây cũng là nơi có Viện Công nghệ Massachusetts (MIT) và Viện Đại học Lesley. Ngành in ấn và xuất bản của thành phố này bắt đầu từ năm 1640, khi báo in đầu tiên của Mỹ được thành lập ở đây. Hiện nay ngành công nghệ sinh học và công nghệ máy tính cũng là ngành chính của thành phố. Các ngành chế tạo gồm có: thiết bị điện tử, thiết bị khoa học, hóa chất. Các công trình lịch sử của thành phố bao gồm ngôi nhà mà George Washington đã sử dụng làm trụ sở sau khi nhậm chức chỉ huy Quân Lục địa ở đây năm 1775; ngôi nhà này sau này trở thành nhà của nhà thơ thế kỷ 19 Henry Wadsworth Longfellow. Trong số những người nổi bật thế kỷ 19 sống ở Cambridge có thầy thuốc-tác gia Oliver Wendell Holmes và nhà thơ-nhà ngoại giao James Russell Lowell. Thành phố này có Quảng trường Harvard; nhiều bảo tàng do Đại học Harvard quản lý, nơi trưng bày một trong những bộ sưu tập nghệ thuật đại học tốt nhất trên thế giới. Cambridge được thành lập với tên gọi New Towne năm 1630 và đã là thủ phủ của Massachusetts Bay Colony cho đến năm 1634. Nó được đổi tên thành Cambridge năm 1638 theo tên của Cambridge, Anh và trở thành một thành phố năm 1846. Năm 1912, một đường tàu điện ngầm đã hoàn thành nối thành phố Cambridge với Boston.

## Các thành phố kết nghĩa
Cambridge có 8 thành phố kết nghĩa sau
- Cambridge, Vương quốc Liên hiệp Anh và Bắc Ireland
- Coimbra, Bồ Đào Nha
- Cienfuegos, Cuba
- Gaeta, Ý
- Galway, Ireland
- San Jose Las Flores, El Salvador
- Thành phố Khoa học Tsukuba, Nhật Bản
- Yerevan, Armenia